# Wajsznory (gromada)
Wajsznory – dawna gromada, czyli najmniejsza jednostka podziału terytorialnego Polskiej Rzeczypospolitej Ludowej w latach 1954–1972.
Gromady, z gromadzkimi radami narodowymi (GRN) jako organami władzy najniższego stopnia na wsi, funkcjonowały od reformy reorganizującej administrację wiejską przeprowadzonej jesienią 1954 do momentu ich zniesienia z dniem 1 stycznia 1973, tym samym wypierając organizację gminną w latach 1954–1972.
Gromadę Wajsznory z siedzibą GRN w Wajsznorach utworzono – jako jedną z 8759 gromad na obszarze Polski – w powiecie kętrzyńskim w woj. olsztyńskim na mocy uchwały nr 15 WRN w Olsztynie z dnia 4 października 1954. W skład jednostki weszły obszary dotychczasowych gromad Wajsznory (bez miejscowości Kwiedzina) i Poganowo wraz z miejscowościami Nowa Wieś Mała, Muławski Dwór, Brzeźnica i Windykajmy z dotychczasowej gromady Muławki ze zniesionej gminy Biedaszki oraz miejscowość Nowa Wieś Kętrzyńska z miasta Kętrzyna w tymże powiecie. Dla gromady ustalono 9 członków gromadzkiej rady narodowej.
Gromadę zniesiono 1 stycznia 1958, a jej obszar włączono do gromad: Kruszewiec (osady Borek, Głobie, Kwiedzina, Wilamowo i Brzeźnica oraz PGR-y Sławkowo i Windykajmy), Nakomiady (wieś Poganowo oraz osady Poganówko i Zalesie Kętrzyńskie)  i Biedaszki (wieś Nowa Wieś Kętrzyńska) w tymże powiecie.